# Winscombe
Winscombe is een plaats in het bestuurlijke gebied Woodspring district, in het Engelse graafschap North Somerset. Het telt ca. 4.500 inwoners.
Bekend inwoner van Winscombe was professor Mick Aston, bekend van het archeologische televisieprogramma Time Team.

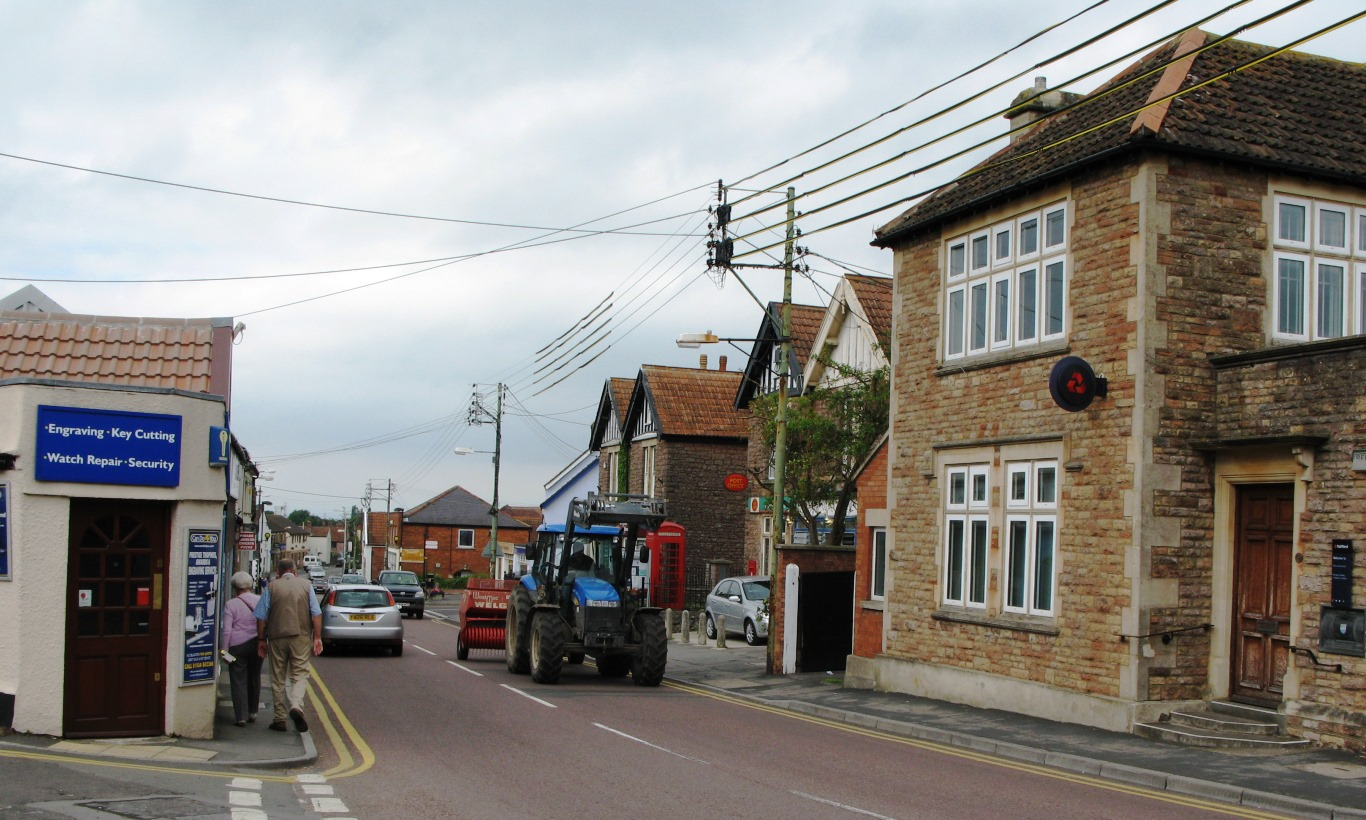
Het centrum van Winscombe